# Scinax ritaleeae
Scinax ritaleeae — вид жаб з родини райкових (Hylidae). Описаний у 2024 році.

## Етимологія
Ріта Лі Джонс де Карвалью (1947-2023), відома як Ріта Лі, була бразильською рок-співачкою, чиї тексти критикували консервативну, ультраправу, військову диктатуру бразильського уряду, яка тривала з 1964 по 1985 рік. Вона була феміністською активісткою, союзницею руху LGBTQIAPN+ і захисницею навколишнього середовища. Примітно, що Ріта Лі відома своїми музичними композиціями та своїм рудим волоссям, остання риса якого вважалася незвичною для її часу. Червонуваті плями на райдужній оболонці нового виду також є незвичайною характеристикою в порівнянні з його родичами в групі Scinax granulatus.

## Поширення
Ендемік Бразилії. Мешкає в атлантичному лісі на північному сході країни.